# Chancla

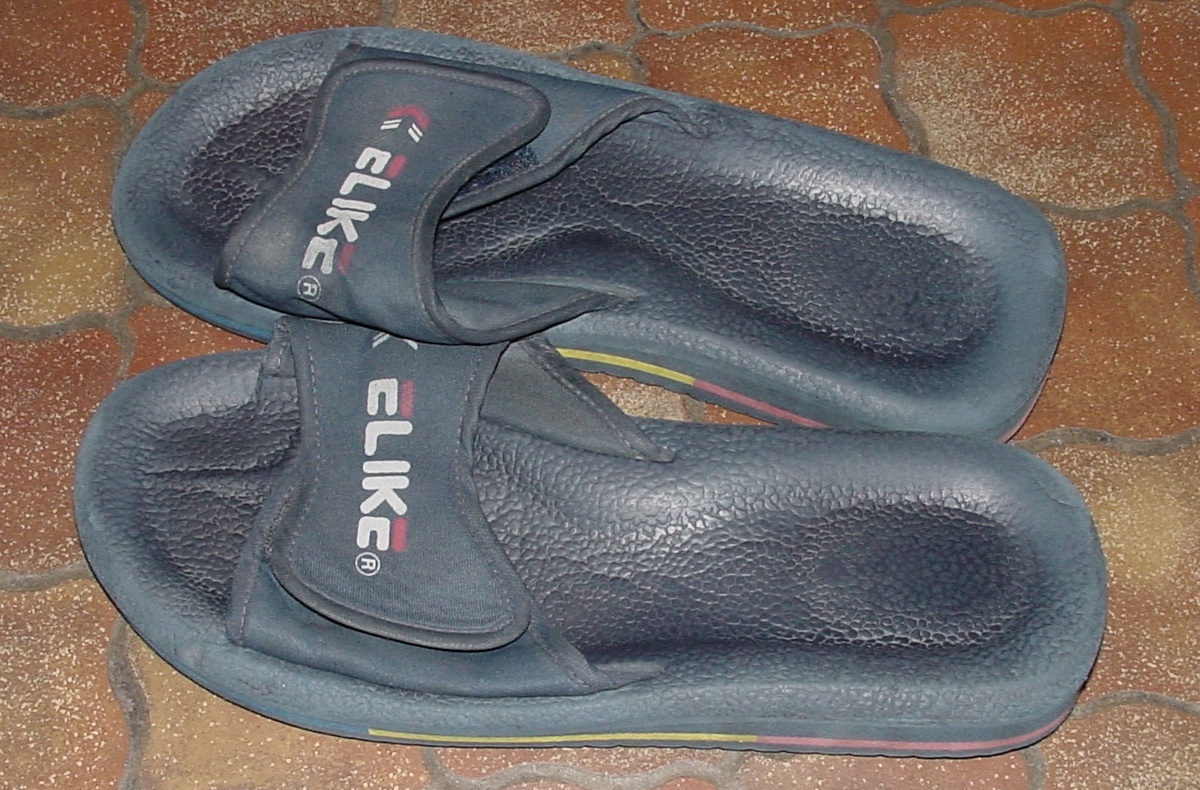
Un par de chanclas de velcro.

La chancla es un tipo de calzado ligero y muy cómodo, que se caracteriza por llevar el talón suelto, sujetándose al pie por la parte anterior. En algunos países hispanohablantes, la chancla se diferencia de la chancleta por tener un empeine continuo sobre los dedos del pie en vez de utilizar una tira que separa al dedo gordo del pie del resto de dedos. En otros países es a la inversa, por lo que el Diccionario de la Lengua Española de la Real Academia valida ambas posibilidades.

## Descripción
Las chanclas están generalmente constituidas de una suela y de un simple fragmento de tela, plástico o cuero en el emplazamiento del empeine. Esta última pieza se encarga de mantener el pie atado a la suela. Las chanclas en general no tienen tacón pero las chanclas de señora pueden tener una cuña poco pronunciada. El empeine de una chancla puede ser liso y continuo o bien tener diferentes tipos de ataduras, como hebillas o velcro. Las chanclas son un calzado abierto y dejan el talón del pie al descubierto.
Las chanclas están concebidas para ser ligeras y confortables y para no dificultar la transpiración del pie en los días de calor. Es tanto calzado de mujer como de hombre, interior como de exterior usándose tanto para estar en casa como para ir a la playa o a la piscina.

## Origen y etimología
La palabra procede del latín tardío zanca o tzanga, y este quizá del persa zanga, pierna. Históricamente se refería principalmente a zapatillas sin talón, o con el talón doblado hacia dentro, pero la parte delantera cerrada, como las pantuflas o las babuchas, acepción que aún se recoge en el DLE.

## Otros países
En China, Japón y otros países del este de Asia son muy populares las chancletas hechas de cuerda y paja. Dos tipos de chancleta muy corrientes en Japón son las zōri y las geta (pronúnciese «gueta»). La suela de las geta es muy gruesa y está hecha de madera.

## Cultura popular
- Un grupo de pop español se hace llamar No me pises que llevo chanclas (aunque se refieren a chancletas, como se ve en las portadas de sus discos)
- Un festival de música de la provincia de Córdoba se llama www.chanclasfestival.com [cita requerida] (aunque se refieren a chancletas, como se ve en su logotipo)
- Una canción mexicana se llama La chancla, se refiere a un hombre abandonado por su amada quien se fue con otro, pero después pretende retornar con él, mas este, despechado, le canta en lenguaje vernáculo en la estrofa principal y final con que la rechaza: "Nomás (sic, por 'nada más') un orgullo tengo, que a naiden (sic, por 'nadie') le sé rogar, Ayyy, que la chancla que yo tiro, no la vuelvo a levantar." comparándola con una chancla vieja, ya sin valor, tirada al arroyo, inservible y depreciable.
- En México ha sido popular el castigo corporal[3] ejercido por las madres de familia que consiste en propinar golpes con una chancla[4] o dar "chanclazos" a los hijos (e incluso a veces al marido)[5] por desobediencia o mal comportamiento, mayormente cuando hay reincidencia.[6] Las madres suelen apercibir a los hijos diciéndoles "mira que me voy a quitar la chancla...", "no me quitaré la chancla en balde...", o bien, ya blandiendo la chancla señalando con ella el deber omitido como última advertencia. El castigo a chanclazos[7] por normalmente el infractor haber sido ya previamente apercibido y luego sorprendido en flagrancia quebrantando las normas familiares, además de rezongar, es de aplicación inmediata, por lo que sin otorgarle derecho de audiencia en que pueda alegar y presentar pruebas a su favor, se descargan los chanclazos directamente sobre el transgresor o transgresora, o cuando estos, abusando de sus ventajas de juventud, ligereza y velocidad, ingenuamente se dan a la fuga para evadir el castigo, la madre les lanza la chancla a guisa de misil o proyectil teledirigido, modalidad comúnmente llamada "chanclazo volador", en cuyo caso, y por intentar el escape, el escarmiento es escalado, obligando a la ya alcanzada o alcanzado fugitivo a recoger la chancla que los impactó -y muy probablemente derribó- a llevarla y entregarla en mano mansamente a su madre, quien acaso continúe la felpa a chanclazos con algún jalón de pelos para aliviar su ira, mayormente cuando existe contumacia;[8] por lo cual, el castigo con chancla es las más de las veces efectivo e ineludible, ya asestado directamente, ya a la distancia, eliminando la impunidad a la vez que evita chipotes, lesiones o hemorragias, pues golpes asentados con el puño, los nudillos, la palma de la mano o algún objeto, sí los podrían producir, por lo que los chanclazos se pueden considerar una punición corporal moderada, que puede ir desde un solo golpe con chancla, o como se ha dicho, hasta una tunda dependiendo de la gravedad de la falta, procurando siempre las progenitoras proporcionalidad entre la contravención y la sanción[9] así como la reintegración familiar de la o del menor reo.[10] Sobre este castigo típico mexicano se han publicado numerosos memes[11] en México, pero particularmente en los Estados Unidos, en donde en las familias mexicanas migrantes se practica, causando asombro y comicidad a los norteamericanos y personas de otras nacionalidades,[12] tanto así, que incluso el apercibimiento con chancla aparece en la película "Coco" de Disney que retrata a la familia mexicana, su cultura y costumbres.

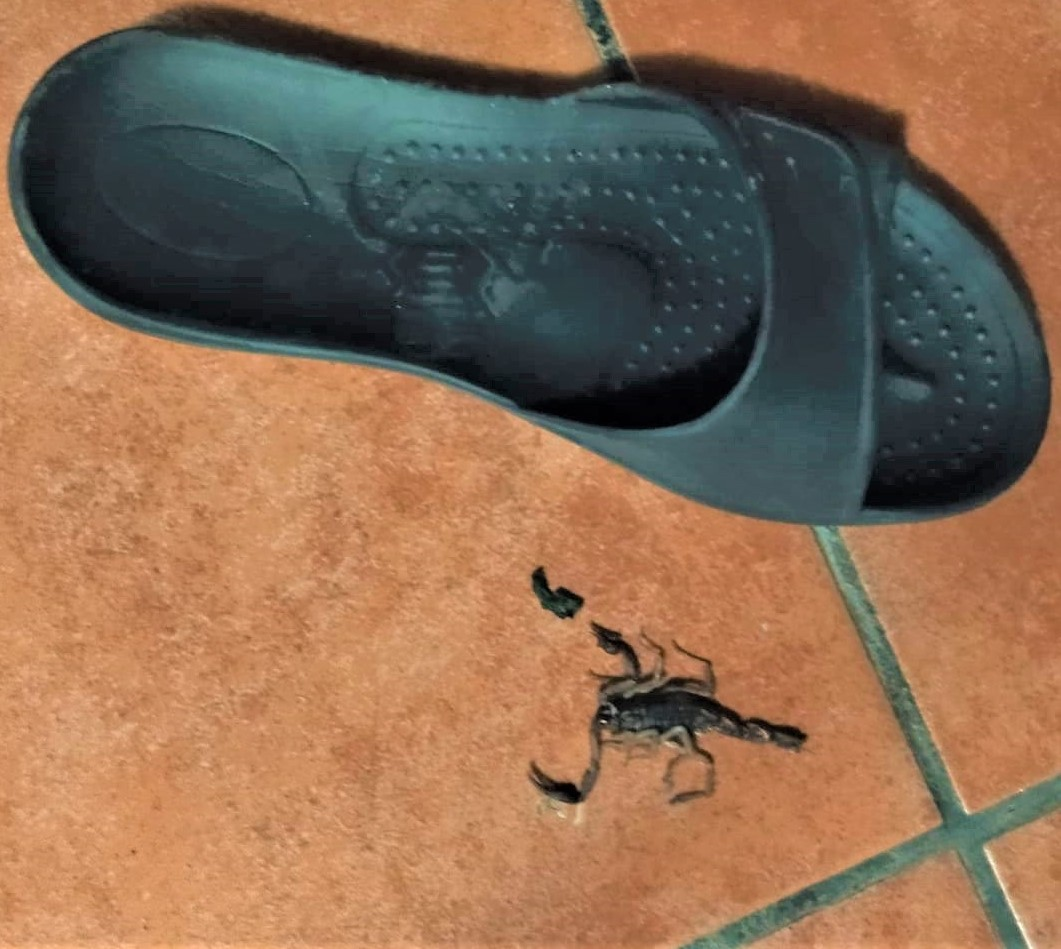
Chancla, al lado de un alacrán que fue golpeado con ella.

- Las chanclas también son muy utilizadas como insecticida[13] por ser objetos suficientemente duros, planos y a la mano por traerse en los pies, y que por su flexibilidad permiten asentar golpes sonoramente fulminantes para matar rápidamente insectos sin perderlos de vista, dejarlos huir u ocultarse, a la vez que evitan contacto directo entre verdugo y bicho y sufrimiento a este en su deceso.

## Salud
Algunos estudios demuestran que al parecer su uso frecuente podría ser la causa de un variado rango de lesiones y enfermedades, como grietas o fisuras en los talones, la fascitis plantar, la inflamación de los músculos o dolor de la parte baja de la espalda. Esto sucede porque la mayoría de las personas suele tensar los dedos del pie para mantener mejor la sujeción y la presión de los dedos añade estrés a la zona del tobillo y a todo el pie en general.